# ローランド・フィリップス

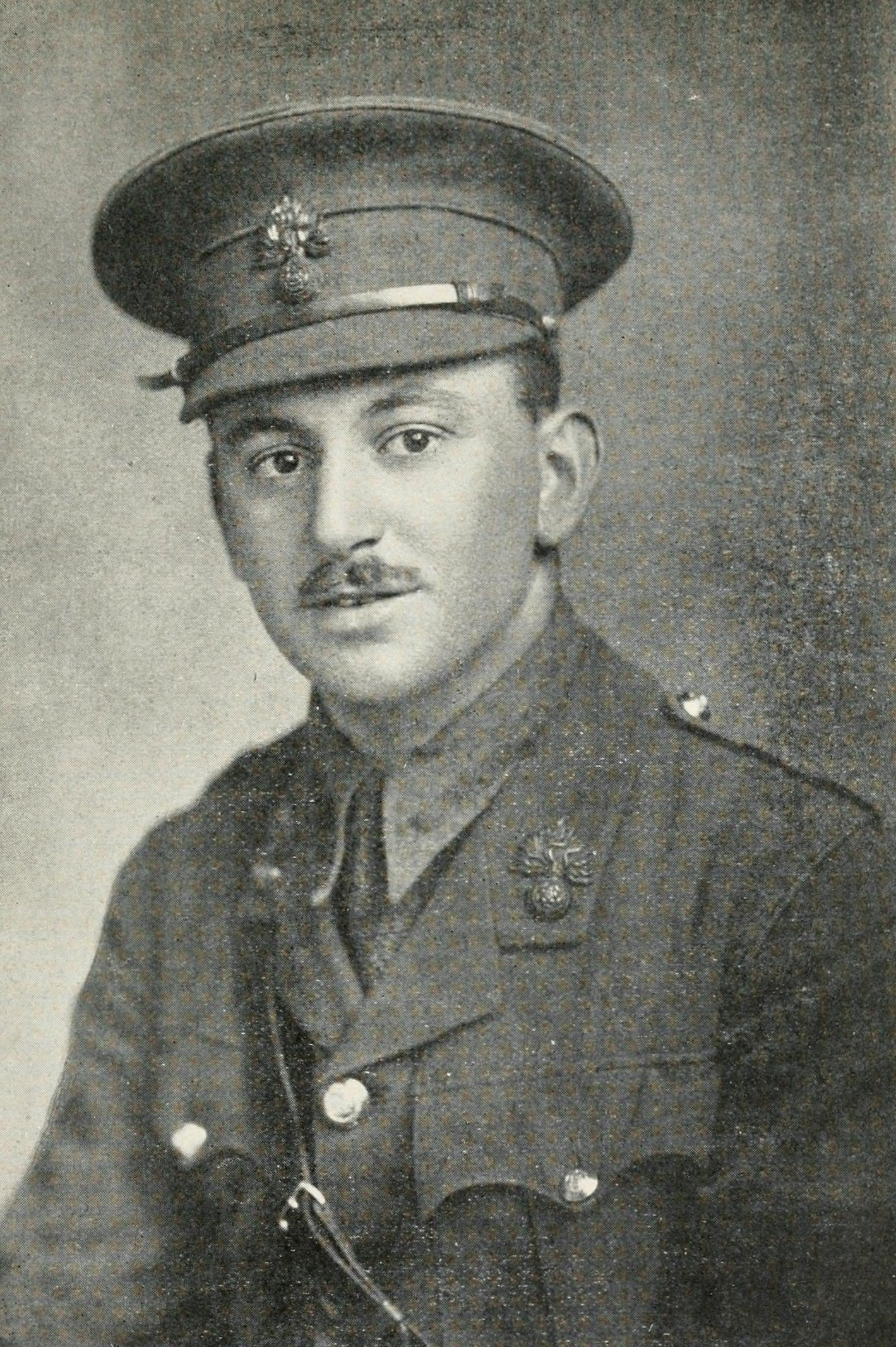
第一次世界大戦中、軍服姿のローランド・フィリップス

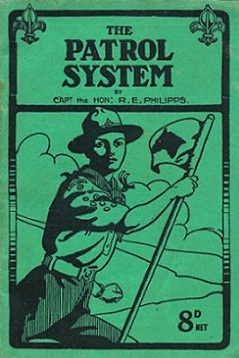
「ザ・パトロール・システム（The Patrol System）」の表紙。三島通陽により1925年邦訳版が出版された。

ローランド・エラスムス・フィリップス（Roland Erasmus Philipps, MC、1890年2月27日 - 1916年7月7日）は、イングランドの作家であり、スカウト運動の主導者であった人物。ソンムの戦いで戦死した。

## 生涯
初代セント・デイヴィッズ子爵だったジョン・フィリップスと最初の妻だったレオノーラ・フィリップスの次男として生まれ、トゥワイフォード・スクール、ウィンチェスター・カレッジ、オックスフォード大学ニュー・カレッジ（New College, Oxford）で教育を受けた。その後初期のスカウト運動の指導的役割を果たし、1912年7月、イーストエンド・オブ・ロンドンの地区委員長補佐に任命される。同年末から1913年にかけては、スタンリー・インス（Stanley Ince）とともに「スカウト法に関するハックニー講義（Hackney Lectures on Scout Law）」を打ち立てた。1913年にはロンドン北東部のコミッショナーに任命され、1913年11月には東ロンドン全域の責任者となった。スカウトに関する本を何冊か書き、そのうちのいくつかは死後に出版された。第一次大戦直前には、サウス・グラモーガン（South Glamorganshire）の自由党候補として擁立される予定であった。
第一次世界大戦の対戦で選挙出馬がなくなったフィリップスは同戦争中にイギリス陸軍の将校を務めた。1916年4月、前月に行われたホーエンツォレルン砦攻撃戦での功績により、第9大隊及びロイヤル・フュージリアーズの臨時隊長として、ミリタリー・クロス（詳細はMilitary Cross参照）を授与された。1916年7月7日、ソンムの戦いで部下を率いて戦死し、Aveluyの共同墓地拡張区域に埋葬される。墓碑銘には「ロンドン北東部・東部におけるボーイスカウトのコミッショナー（COMMISSIONER OF BOY SCOUTS FOR NORTH EAST AND EAST LONDON）」と記されている。フィリップスの唯一の兄弟であり、前爵位継承者であったセント・デイヴィッズ男爵も1915年5月13日に戦死している。

## 死後
イーストエンド・オブ・ロンドンにあるステップニー・グリーン（Stepney Green）29番地のローランド・ハウス（Roland House）は、遺言でフィリップスがイースト・ロンドンのスカウト団体に残したものであり、グレーター・ロンドンにおけるスカウト活動、さらに広くはイギリスにおけるスカウト活動において重要な役割を果たし、フィリップス自身の記念碑にもなった。さらに、イースト・ロンドンの各グループのスカウト・リーダーの住居、訪問者のためのホステル（寄宿舎）、ローバー・スカウト・クルーの本部、スカウト・ショップとして利用された。1983年に売却された。
メキシコのスカウト団体にはフィリップスにちなんで名付けられたものがあり、フィリップスの伝記を詳細に記録している。オナラブルであるブルースミュージシャンのトッド・シャープヴィルは、本名をローランド・アウグスト・ジェスティン・エスタニスラオ・フィリップス（Roland Augusto Jestyn Estanislao Philipps）といい、この名前は祖先であるローランド・エラスムス・フィリップスから取ったものである。

## 著書
下記に著書の一部を示す。
- The Patrol System, 1917（日本でも三島通陽が翻訳し出版された。）
- Letters to a Patrol Leader, 1917